# 生成AIパスポート
生成AIパスポートは、日本国内で提供されている、生成AI（Generative AI）に関する基礎知識やリテラシーを証明するための認定資格である。

## 概要
生成AIパスポートは、AI技術の急速な発展と社会実装の広がりを背景に、一般市民やビジネスパーソン、教育関係者など幅広い層を対象として設計された。主に大規模言語モデル（LLM）や画像生成AIなど、生成AIの基本的な仕組み、活用方法、リスク、倫理、法的側面などについての知識を問う内容となっている。
生成AIパスポートの目的は、生成AIの正しい理解と安全な活用を社会全体で推進することである。受験者は、生成AIの仕組みやリスクを理解し、実務や教育現場で適切に活用できる知識を身につけることが期待されている。

## 試験内容
- AI（人工知能）
- 生成AI（ジェネレーティブAI）
- 現在の生成AIの動向
- 倫理・法的リスク
- 情報リテラシー・基本理念とAI社会原則
- テキスト生成AIのプロンプトの制作と実例

試験はオンラインで実施されている。

## 受験者数推移
| 試験年月   | 累計受験者数 | 累計有資格数 |
| ---------- | ------------ | ------------ |
| 2023年10月 | 1031         | 759          |
| 2024年2月  | 2644         | 1969         |
| 2024年6月  | 5629         | 4319         |
| 2024年10月 | 9376         | 7161         |
| 2025年2月  | 16132        | 12427        |